# جامعة غرب كردفان
جامعة غرب كردفان هي جامعة حكومية سودانية تأسست عام 1997 بموجب مرسوم دستوري. تقع في مدينة النهود بولاية غرب كردفان.

## الكليات والمعاهد

### الكليات
- كلية التربية
- كلية الإعلام
- كلية الدراسات العليا
- كلية تنمية المجتمع
- كلية العلوم البيطرية
- كلية الإنتاج الحيواني
- كلية الطب والعلوم الصحية
- كلية الصحة العامة والبيئة
- كلية العلوم الإسلامية واللغة العربية
- كلية علوم الحاسوب وتقنية المعلومات
- كلية العلوم الإدارية والاقتصادية والاجتماعية
- كلية الشريعة والقانون

### المعاهد
- معهد الأئمة والدعاة
- معهد الدراسات الإضافية وتنمية المجتمع

## شعار الجامعة

شعار الجامعة

يتكون الشعار من تجريد حرفي تمثله الحروف الأولى من اسم الجامعة تتوسطها مساحة خضراء ترمز لبيئة المنطقة، ويرقد عليها كتاب مفتوح رمزاً للمعرفة المتجددة وغير المتجددة بحمله الجزء من الآية القرآنية «إنما يخشى الله من عباده العلماء» كناية عن مكانة العلم والعلماء في الإسلام، ويعلو الكتاب هلال كبير رمزاً لإسلامية المعرفة التي تركز الجامعة على تركيزها وإتاحتها من خلال كلية كاملة ومتفردة بتخصصاتها، ويحتوي الهلال شعلة متقدة ترمز للطاقة الكامنة في باطن تلك الأرض.

## وصلات خارجية
- الموقع الرسمي للجامعة (بالعربية)
- الموقع الرسمي للجامعة (بالإنجليزية)